# Comitê Olímpico da Etiópia

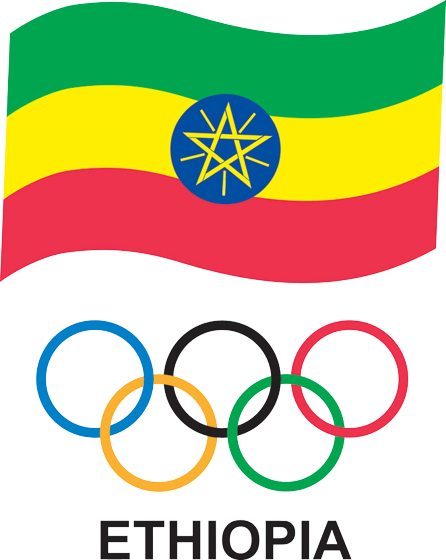
Logo do Comitê Olímpico da Etiópia

O Comitê Olímpico da Etiópia (ETH) é o comitê olímpico nacional que representa a Etiópia nos Jogos Olímpicos de Verão. Foi criado em 1948 e reconhecido pelo Comitê Olímpico Internacional em 1954. Seu presidente é Birhane Kidanemariam e seu secretário-geral é Dagmawit Girmay. Está localizado em Addis Abeba.